# Euchromia irius
Euchromia irius là một loài bướm đêm thuộc phân họ Arctiinae, họ Erebidae.